# Den oskyldige mannen
Den oskyldige mannen (originaltitel: The Innocent Man: Murder and Injustice in a Small Town) är en dokumentär roman från 2006 av John Grisham.

## Handling
Boken är den verkliga berättelsen om Ron Williamson, som återvänder till småstaden Ada i Oklahoma, efter en misslyckad basebollkarriär. På morgonen den 8 december 1982, hittas 21-åriga Debra Sue Carter mördad i sitt sovrum. Efter fem års bristfälligt utredningsarbete åtalas och döms Williamson till döden och hans kompis Dennis Fritz till livstids fängelse för brottet.
Grisham skildrar trycket på Adapolisen att lösa fallet, och den rättsskandal som blev följden när polisen genom aggressiva förhör framtvingade falska bekännelser från två oskyldiga. Vid de rättegångar som följde fanns en rad opålitliga vittnen, och trots överklaganden och upprepade rättegångar kom Ron Williamson att tillbringa elva år i dödscellerna.